# قانون الموضة

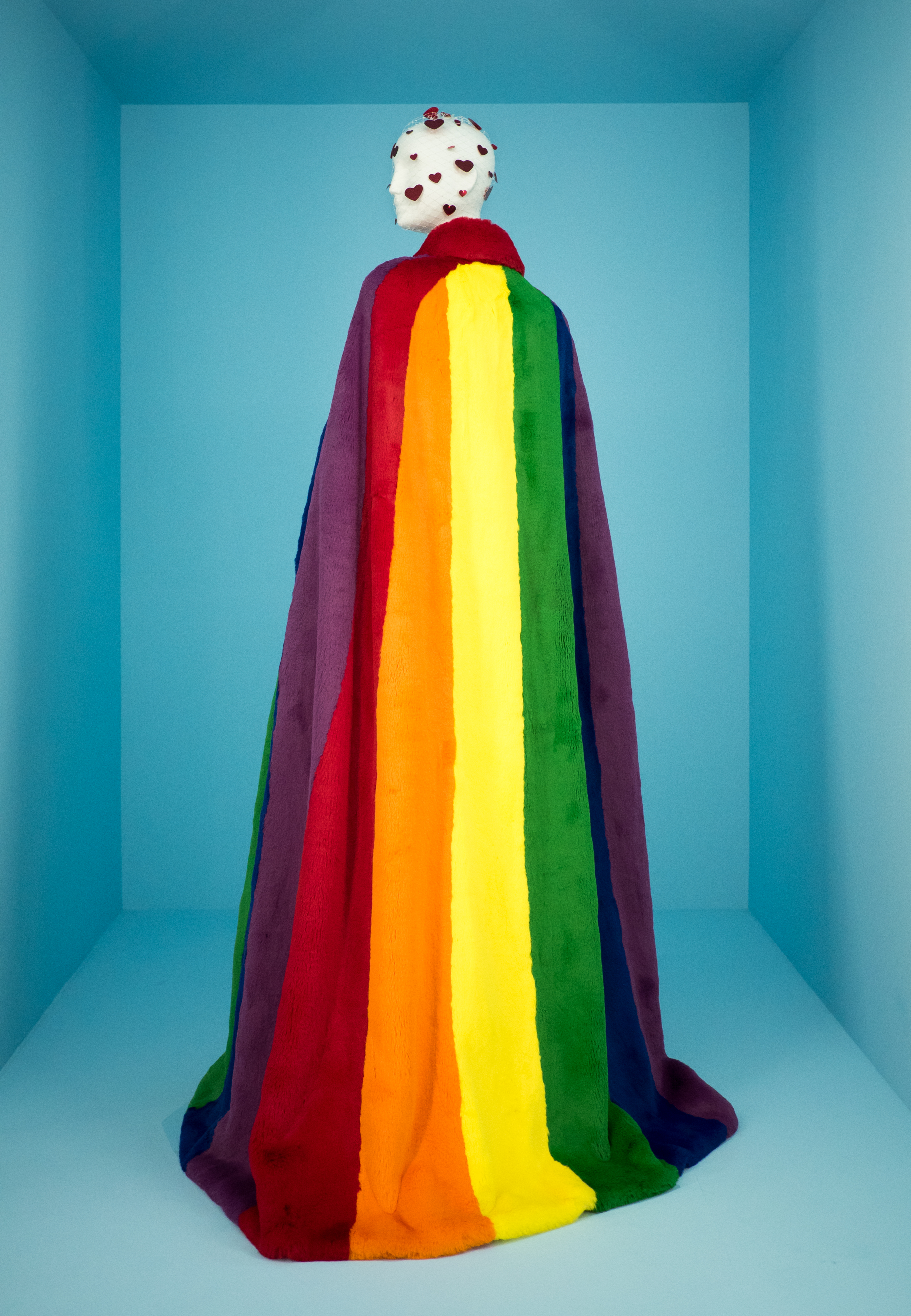
كيب قوس قزح

قانون الموضة مجال قانوني يغطي القضايا الناشئة عن الأعمال المتعلقة بالملابس والاكسسوارات. القضايا الجوهرية التي يتناولها هذا القانون تتعلق عادة بقضايا الملكية الفكرية، الأعمال، والمالية إضافة إلى تغطيتها لقضايا فرعية مثل القضايا المتعلقة بقوانين العمل، قوانين العقار، التجارة الدولية والتنظيمات الحكومية، قضايا الأمن والاستدامة، قواعد اللباس والأزياء الدينية، ثقافة الاستهلاك، الملبوسات التقنية والحقوق المدنية. قانون الموضة يشمل أيضاً القضايا المتعلقة بتصنيع الأقمشة، عروض الأزياء، الإعلام والصناعات المتعلقة بالتجميل والعطور.

## التاريخ
خضعت الموضة عبر التاريخ لعدة تشريعات قانونية مثل قوانين الآداب العامة المتعلقة باللباس، القيود المتعلقة بالتجارة وقوانين حماية الملكية الفكرية؛ إلا أن تبلورها كمجال قانوني مستقل حديث نسبياً.
- في عام 2000 م نشرت جامعة جينيڤ أطروحة متعلقة بقوانين الموضة في ’Le Droit International de la Mode.

- في مايو 2004 م قام مجموعة من المحامين الفرنسيين بقيادة Annabelle Gauberti بنشر مسودة بعنوان Droit du luxe (قوانين الرفاهية) في المجلة الفرنسية القانونية المرموقة Revue Lamy Droit des Affaires ناقشت عدة قضايا قانونية وضريبية متعلقة بصناعة الموضة. تعتبر هذه ثاني محاولة لوضع العلاقة بين القانون وصناعة الموضة في إطار مفاهيمي محدد.

- في عام 2006م قامت البروفيسور Susan Scafidi بتدريس مادة في قوانين الموضة في مدرسة القانون التابعة لجامعة فوردهام. في ذات الوقت تم تطوير وتقديم عدة مواد متعلقة بقانون الموضة من قبل معهد الموضة للتكنولوجيا بالتعاون مع مدرسة بارسونز للتصميم.

- في عام 2010 م تم إنشاء أول مركز أكاديمي متخصص في قانون الموضة على مستوى العالم باسم معهد قانون الموضة بدعم من ديان فون فورستنبرغ ومجلس مصممي الموضة الأمريكي. قامت بعدها عدة معاهد حول العالم بتقديم مواد أو برامج متعلقة بقانون الموضة مثل جامعة ميلانو، جامعة إنسوبريا، المعهد البرازيلي لقانون الأعمال والأزياء، مدرسة القانون التابعة لجامعة بافلو، مدرسة القانون في جامعة يشيڤا، مدرسة القانون في جامعة نيويورك، مشروع قانون الموضة التابع لمدرسة القانون في جامعة لويولا ماريمونتمعهد قانون الموضة في تركيا، أسبوع قانون الموضة المقام سنوياً في جامعة هاورد، كلية القانون التابعة لجامعة مكغيل.
- في عام 2010 م رأست المصممة والمحامية Brittany Rawlings أول مجموعة متخصصة بالممارسة القانونية لقانون الموضة.
- في يناير2011 م أنشأت نقابة المحامين في مدينة نيويورك لجنة متخصصة في قانون الموضة. في سبتمبر2011 م قامت جمعية المحامين في مقاطعة نيويورك بإنشاء لجنة فرعية متخصصة بقانون الموضة.
- في عام 2013 م تم إنشاء الرابطة الدولية لمحامي الصناعات الإبداعية IALCI والتي تختص بالقوانين المتعلقة بالمجالات الإبداعية بما فيها قوانين الموضة.
- في لندن عام 2014 م قامت Tania Phipps-Rufus المتخصصة في الموضة وطالبة دكتوراه القانون والمستشارة بقانون الموضة بتقديم محاضرات وورش عمل للمهتمين بقانون الموضة. في نفس السنة أطلق مشروع الموضة العالمي في ميامي مبادرة قانون الموضة.

## قضايا

### الملكية الفكرية
شكلت حماية الملكية الفكرية جزء رئيسي من المشاكل القانونية المتعلقة بالموضة منذ بزوغ فكرة العلامات التجارية في عالم الأزياء في القرن التاسع عشر حيث نوقشت في الكونغرس وفي عدة مقالات أكاديمية.
تشتمل القضايا الرئيسية على:
- نطاق حماية حقوق التأليف والنشر.
- التعدي على العلامات التجارية والسلع المقلدة.
- براءات المنفعة (Utility Patents) خصوصاً المتعلقة بالتقدم التقني.

### التصنيع
تشمل القضايا القانونية المتعلقة بتصنيع الملابس والإكسسوارات
- سلامة العمال والممارسات العمالية

### التسويق
القضايا القانونية المتعلقة بالتسويق
- قضايا الترخيص
- التسويق المضلل

### التجزئة
- حماية بيانات المستهلكين وبيانات البطاقات الائتمانية
- قضايا التمييز بناء على التنميط العنصري
- تأجير وملكية العقارات